# Miagrammopes mexicanus
Miagrammopes mexicanus es una especie de araña araneomorfa del género Miagrammopes, familia Uloboridae. Fue descrita científicamente por O. P.-Cambridge en 1893.
Habita en México y los Estados Unidos.